# Álvaro Lamé
Álvaro Lamé (Montevideo, 17 de mayo de 1958 - Piriapolis, 2 de enero de 2017) fue un empresario uruguayo, fundador de las empresas Lamé, Stratta y Asociados, Netgate, Epistele y Expand. 
Lamé fue también presidente de CUTI en dos oportunidades, vicepresidente de CEDU, integrante de la directiva del CIU y edil suplente por Montevideo por el Frente Amplio.

## Biografía
Nacido en el barrio Portones, Montevideo, comenzó sus estudios de informática en los cursos de IBM. En paralelo también estudió mecánica de motos. El 1 de febrero de 1996 fundó Netgate, la cual inicialmente se dedicó a la creación de sitios web y, meses más adelante, a la distribución de servicios de conexión a Internet, siendo tanto la principal empresa privada como pionera a brindar servicios de internet.
En medio de la crisis económica vivida en Uruguay en 2002, comenzó con las conferencias de teletrabajo, y más adelante en el 2006, con los talleres teóricos y prácticos.
Desde 2007 a 2016, junto al Ing. Wilson Santurio y a Agustín Montemuiño comenzaron a capacitar en todo el país, llegando a cubrir 37 localidades.
En 2010 se funda Netgate SPA Chile, con el fin de capacitar en dicho país sobre teletrabajo tras un acuerdo con el Ministerio de Economía local. A partir del programa de teletrabajo en Colombia, desde el 2013 al 2016, Lamé viaja con frecuencia a dicho país para trabajar en la asesoría de múltiples acciones para promover el teletrabajo.
En su actividad en cámaras empresariales fue presidente de CUTI (Cámara Uruguaya de Tecnologías de Información) en dos períodos, fue fundador y vicepresidente de CEDU, también miembro de la Cámara de Industrias de Uruguay.

## Vida política
Su militancia política estuvo marcada en dos partes, su juventud, donde militó junto a su primo Rafael Michelini en la Lista 99, del Frente Amplio, resultando electo como edil suplente por Montevideo; en las elecciones de 2014 formó parte del equipo de Luis Lacalle Pou en la sección de tecnología.
En su vida personal tuvo dos hijos el Ec. Diego Lamé y el artista Federico Lamé; desde el 2012 estaba en pareja con la senadora del Partido Nacional, Carol Aviaga.
Falleció el 2 de enero de 2017, mientras estaba de vacaciones en la ciudad balnearia de Piriápolis.